# 牛金
牛金（？—？），東漢末年至曹魏时期武將。

## 生平
曹操平定荆州后，於曹仁麾下屯兵於江陵，抵擋吳将周瑜。周瑜率數萬人来攻，牛金被曹仁指派率軍抵抗，卻反被周瑜包圍，最後曹仁親自帶隊解圍才被救回。後來成為司馬懿屬將，青龙三年（235年）击退蜀将马岱来犯，景初二年（238年）任后将军，遠征公孫淵。根據傳聞，因為讖緯之說牛继马后，被司馬懿設計毒酒暗殺。

## 评价
- 罗大经：“司马氏欺人孤寡，而夺之位，不知魏灭未几，而晋亦灭矣。何也？元帝乃牛金之子，则是司马氏为牛氏所灭也。”
- 蔡东藩：“中冓遗闻不可详，但留一脉保残疆。若非当日牛金力，怀愍沈沦晋已亡。”

## 影视形象
- 2010年电视剧《三国》：李永林饰演牛金

## 漫畫形象
- 《蒼天航路》（王欣太）
- 《火鳳燎原》（陳某）